# هيثر وليامز
هيثر وليامز (بالإنجليزية: Heather Williams)‏ هي عالمة فيزياء طبية ‏ بريطانية، ولدت في 20 يونيو 1977.